# Starbucks (singel A)
Starbucks – singel zespołu A wydany w 2002 promujący album Hi-Fi Serious. Singel został wydany w trzech wersjach.

## Spis utworów

### Wersja singlowa[1]
1. "Starbucks" (3:20)
2. "Some People" (2:05)
3. "Champions Of Endings" (4:47)
4. "Starbucks" (wideo)

### Maxi single– wersja brytyjska[2]
1. "Starbucks" (3:20)
2. "Monterey" (3:52)
3. "Coming Around" (6:01)

### Wersja europejska[3]
1. "Starbucks" (3:17)
2. "Monterey" (2:50)